# Rodriguezia vasquezii
Rodriguezia vasquezii är en orkidéart som beskrevs av Dodson. Rodriguezia vasquezii ingår i släktet Rodriguezia och familjen orkidéer. Inga underarter finns listade i Catalogue of Life.